# Тане Наумов
Тане Наумов (на македонска литературна норма: Тане Наумов) е гръцки комунистически деец и партизанин.

## Биография
Роден е през 1910 в леринското село Горно Котори, тогава в Османската империя, днес Ано Идруса, Гърция. Работи като овчар. Става член на Гръцката комунистическа партия още преди Втората световна война. Участва като интербригадист в Испанската гражданска война. По време на окупацията на Гърция се връща в родния си край като функционер на ГКП. От 1945 година става секретар на Окръжния комитет на НОФ за Леринско-кайлярски район, а след това и член на главното ръководство на НОФ.